# Agent X
Agent X es una serie de televisión estadounidense que fue transmitida entre el 8 de noviembre y el 27 de diciembre de 2015 por la cadena TNT. El 15 de diciembre de 2015, TNT canceló la serie tras una temporada. La serie fue también transmitida por el canal canadiense Bravo.

## Sinopsis
Después de convertirse en Vicepresidenta de los Estados Unidos, Natalie Maccabee (Sharon Stone) es informada de que hay un párrafo secreto en la Constitución de los Estados Unidos

## Reparto
- Sharon Stone es Natalie Maccabee.
- Jeff Hephner es John Case.
- Jamey Sheridan es Edwin Stanton.
- John Shea es Thomas Eckhart.
- Mike Colter es Miles Lathem.
- Gerald McRaney es Malcolm Millar.
- Olga Fonda es Olga Petrovka.
- James Earl Jones es Caleb Thorne.
- Andrew Howard es Nicolas Volker / Raymond Marks.